# Saylorsburg
Saylorsburg ist ein zu Statistikzwecken als Census-designated place definiertes Siedlungsgebiet im Monroe County im US-Bundesstaat Pennsylvania mit 1126 Einwohnern (2010).

## Geographie
Saylorsburg befindet sich auf dem Gebiet der Pocono Mountains, an der Pennsylvania Route 33 und 60 Kilometer südöstlich von Wilkes-Barre. Stroudsburg liegt in einer Entfernung von 15 Kilometern im Nordosten.

## Geschichte
Verschiedene Indianerstämme waren die Ureinwohner der Gegend. Anfang des 19. Jahrhunderts wurde das Gebiet des heutigen Saylorsburg von Farmern besiedelt. Der Name des Ortes wurde zu Ehren der Siedler Charles und Samuel Saylor gewählt. Da in der Gegend hochwertige und umfangreiche Tonvorkommen entdeckt wurden, entwickelte sich ein bedeutender Industriezweig zur Ziegelherstellung. Speziell wurden glasierte Mauerziegel produziert.
Der türkische Prediger Fethullah Gülen lebte bis zu seinem Tod im Jahr 2024 im selbstgewählten Exil in Saylorsburg und wurde dort beerdigt.

## Demografische Daten
Im Jahr 2010 wurde eine Einwohnerzahl von 1126 Personen ermittelt. Das Durchschnittsalter lag zu diesem Zeitpunkt mit 42,2 Jahren oberhalb des Wertes von Pennsylvania, der 40,6 Jahre betrug. 16,5 % der heutigen Bewohner gehen auf Einwanderer aus Deutschland zurück. Weitere maßgebliche Zuwanderungsgruppen während der Anfänge des Ortes kamen zu 13,4 % aus England und zu 9,5 % aus Irland.